# Áfram Latibær!
Áfram Latibær! (Em português: "Vamos lá, LazyTown!") é um livro islandês escrito por Magnús Scheving em 1991. O livro mais tarde seria a base para a série de TV de 2004 "LazyTown" (Conhecida na Islândia como "Latibær"). Áfram Latibær foi o primeiro material já feito de LazyTown e foi responsável por iniciar uma série de livros bem-sucedida. Em 1995, uma edição do livro com ilustrações foram feitas por Halldór Baldursson foi publicada pela editora Æskan.   A história mais tarde foi adaptada para uma famosa peça de teatro em 1996.

## Origens e conceito
Magnús era um renomado atleta islandês no início dos anos 90, ganhou diversos prêmios e venceu campeonatos islandeses e europeus nas áreas de aeróbica e ginástica de 1992 a 1995. Á medida que o ginasta viajava ao redor da Islândia, diversas dúvidas e perguntas surgiram de pais que queriam saber sobre alimentação e saúde para crianças. Em resposta aos pais, Magnús escreveu o livro infantil "Áfram Latibær e assim, criou a franquia "LazyTown".

## Sinopse do livro
Os residentes de LazyTown eram fracos e não tinham energia devido a falta de atividade física e má alimentação. Eles também ficavam em casa o dia todo assistindo TV ou jogando jogos de computador. Uma competição esportiva seria organizada e todas as cidades, incluindo LazyTown, teriam que competir, porém os residentes não seriam capaz de competir e a cidade entraria em crise.
Diante dessa situação, o prefeito pede ajuda ao elfo atlético (Mais tarde conhecido como "Sportacus") para ensinar e mostrar ás crianças que elas podem ter estilos de vida melhores e mais divertidos comendo alimentos saudáveis e nutritivos e praticando exercícios físicos.

## Personagens principais do livro
| Nome original     | Nome inglês             |
| ----------------- | ----------------------- |
| Íþróttaálfurinn   | Sportacus               |
| Borgarstjórinn    | Mayor Milford Meanswell |
| Stína Símalína    | Bessie Busybody         |
| Lolli Lögga       | Officer Obtuse          |
| Siggi Sæti        | Ziggy                   |
| Goggi Mega        | Pixel                   |
| Maggi Mjói        | Jives Junkfood          |
| Solla Stirða      | Stephanie               |
| Halla Hrekkjúsvin | Trixie                  |
| Nenni Níski       | Stingy                  |

## Continuação
Uma continuação com uma história semelhante chamada "Latibær á Ólympíuleikum" (Em português: "LazyTown nos Jogos Olímpicos") foi publicada em 1996.

## Adaptação para peça de teatro
Em 1996, uma apresentação teatral inspirada na história do livro original estreou no teatro islandês Flugfélagið Loftur. A peça foi dirigida por Baltasar Kormákur e contou com a participação de cantores e atores famosos como Selma Björnsdóttir, no papel de Stephanie.
A trilha sonora da peça foi composta por Máni Svavarsson e Magnús Scheving e lançada em um CD em 1996.
A apresentação foi um sucesso na Islândia e foi assistida por mais de 69% do público-alvo.